# Karel Levý
Karel Levý (1. května 1897, Vysoké Mýto – 18. června 1980, Pardubice) je bývalý český fotbalista, pilot a vězeň koncentračního tábora.

## Fotbalová kariéra
Karel Levý hrál fotbal převážně za klub SK Pardubice, kde od začátku dvacátých let nastupoval na pravém křídle. V roce 1923 si ho všimla pražská SK Slavia a strávil v ní půl sezóny, během které se zúčastnil i zájezdu do Turecka. Po návratu do Pardubic se podílel na dalších úspěších SK Pardubice, týmu, který patřil k nejlepším na českém venkově. V roce 1923 vyhrály Pardubice mistrovství Východočeské župy fotbalové, v roce 1928 se Levý podílel na vítězství v Poháru svobody, pro který věnoval cenu sám ministerský předseda František Udržal. Mezitím nastupoval v župních výběrech, což jen potvrzuje, že šlo o vynikajícího fotbalistu své doby.

## Letecká kariéra
Otec Karla Levého vlastnil v Pardubicích obchod se šicími stroji a jízdními koly a snad proto si Karel oblíbil techniku natolik, že mu učarovalo letectví. Během 1. světové války stal pilotem. Na jejím konci, 28. září 1918, mu byl vystaven pilotní průkaz a stal se jedním z nejstarších českých diplomovaných letců. V poválečných letech se věnoval letectví dál, spolu se svým kamarádem Jaroslavem Lonkem stáli u vzniku Východočeského aeroklubu Pardubice (VAP). Karel Levý se stal jeho šéfpilotem, instruktorem, nicméně věnoval se i dalším činnostem. Například na 1. ročníku Memoriálu Jana Kašpara provedla trojice Lonek - Levý - Petr hromadný seskok padákem. Pravidelně se zúčastňoval i závodů sportovních letounů.
V březnu 1938 absolvoval v Prostějově kurz pro učitele praktického létání v rámci předvojenské výchovy budoucích letců, nicméně pro vyšší věk se již nemohl stát vojenským pilotem. Během okupace byla pochopitelně jeho letecká činnost utlumena. Po válce absolvoval kurz instruktora praktického létání v Kralupech nad Vltavou, po roce 1948 mu bylo létání zakázáno.

## Vězeň v koncentračním táboře
Karel Levý byl v průběhu 2. světové války dvakrát uvězněný. Jeho kamarád Jaroslav Lonek, se kterým zakládali Východočeského aeroklubu Pardubice, se po vzniku Protektorátu Čechy a Morava dostal přes Polsko do Sovětského svazu, kde byl internován a poté vycvičen jako agent NKVD a vyslán zpět do protektorátu se zpravodajskými úkoly. Vybudoval síť i na Pardubicku a v souvislosti s tím si gestapo přišlo 9. února 1941 i pro Karla Levého. Zadržený (a později popravený) Jaroslav Lonek však nepromluvil a tak byl Levý v červenci téhož roku propuštěný.

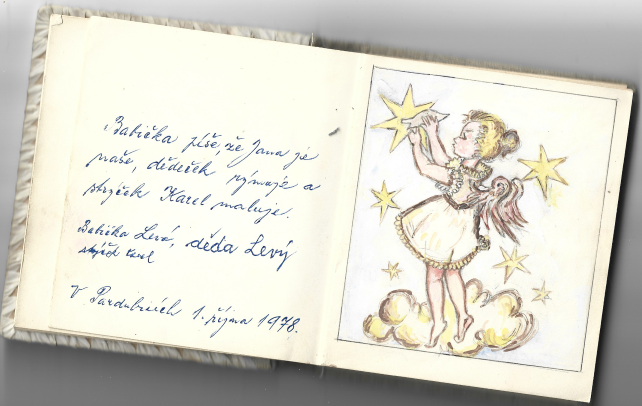
věnování

Podruhé si gestapo pro Karla Levého přišlo 6. května 1944 a byl poslán do koncentračního tábora v německém Flossenbürgu, nedaleko českých hranic. Strávil zde téměř dva roky, na konci války se tehdy již téměř 48letý Levý se ocitl v jednom z pochodů smrti. V pondělí 23. dubna 1945 s několika ruskými spoluvězni z pochodu utekl.  V Plzni získal civilní šaty a tak se mu podařilo úspěšně dostat  domů do Pardubic, kde ho s dojetím vítali. Bydlel v Sakařově ulici číslo popisné 384, kde se také  věnoval výtvarnému umění. Dochoval se památník praneteře Jany Levé Richterové s  obrázkem, který namaloval.